# Ядерное вооружение Великобритании
Ядерное вооружение Великобритании состоит из 4 атомных подводных лодок. Ранее у Великобритании были и другие виды ядерных войск, но к 1998 году все они были расформированы.
Великобритания — единственная ядерная держава в мире, на территории которой ни разу не произошло ядерного взрыва.

## История
Великобритания, развивавшая военную ядерную программу с 1940 года, в ходе Второй мировой войны была вынуждена серьёзно замедлить темп работ ввиду необходимости переключения сил и средств на иные направления. С 1942 года эти работы велись совместно с американцами, однако за несколько месяцев до окончания войны, ввиду изменения политики руководства США, британское правительство решило приступить к созданию собственного ядерного оружия. 
В октябре 1952 года Великобритания стала третьей страной, испытавшей самостоятельно разработанное ядерное оружие.
С момента подписания британо-американского Соглашения о взаимной обороне в 1958 году, США и Великобритания широко сотрудничали по вопросам ядерной безопасности. Особые отношения между двумя странами облегчили обмен секретными научными данными и материалами, к примеру, плутонием.
Великобритания не стала запускать программу по разработке независимой системы доставки после отмены разработки ракеты Blue Streak в 1960 году. Вместо этого она приобрела готовую систему доставки у США — вместе с боеголовками.
Служба ядерного оружия (Atomic Weapons Establishment) проводит исследования в значительной мере посвященные разработке новых боеголовок. 4 декабря 2006 года тогдашний премьер-министр Британии Тони Блэр объявил о планах строительства атомных подводных ракетоносцев нового класса.
В 2015 году премьер-министр Великобритании сообщил о готовности при необходимости применить ядерное оружие. Об этом Дэвид Кэмерон заявил в ходе конференции Консервативной партии в Манчестере. Кэмерон также отметил, что считает необходимым для Великобритании поддерживать программу ядерного сдерживания. Однако ранее лидер оппозиции Джереми Корбин заявил, что не допустил бы применения ядерного оружия.

## Испытания
Великобритания проводила испытания очень ограниченно и только на заморских территориях — в Австралии и в Тихом океане. Причин этому две — высокая плотность населения в основной части Великобритании и связь с разработчиками в США, которые исправно снабжали Англию своими результатами.
С 1991 года Британия не проводит никаких ядерных испытаний.

## Современное состояние
Считается, что Великобритания обладает примерно 225 термоядерными боеголовками, из которых 160 находятся в боевой готовности, но точный размер арсенала официально не разглашён. С 1998 года единственным компонентом ядерных сил Великобритании является группа ПЛАРБ «Трайдент».
Группа состоит из четырёх атомных подводных лодок типа «Вэнгард», базирующихся в Шотландии в Фаслейне, срок службы которых подходит к концу. Каждая подводная лодка несет до 16 ракет Трайдент II, на каждой из которых может размещаться до восьми боеголовок. По крайней мере одна вооружённая подводная лодка всегда находится на боевом дежурстве.

## Перспективы
До 2060 года подводные лодки класса «Вэнгард» должны быть заменены четырьмя новыми подводными лодками класса «Дредноут». Первая из них, «Дредноут», должна поступить на вооружение в начале 2030-х г.г. В сентябре 2019 г. началась постройка второй, «Валиант». Названия третьей и четвёртой лодок — «Варспит» и «Кинг Джордж VI». Строительство объектов ведётся на верфи в Барроу-ин-Фернесс и на площадке Роллс-Ройс в Дербишире. Общая стоимость программы составит 31 миллиард фунтов стерлингов (включая инфляцию в течение всего срока действия программы), резервная сумма — 10 миллиардов фунтов стерлингов.
В середине марта 2021 года Великобритания впервые со времён окончания Холодной войны заявила, что намерена на 40 % увеличить количество своих ядерных боеголовок — со 180 до 260 штук.